# Тихомиров, Михаил Иванович (учёный)
Михаи́л Ива́нович Тихоми́ров (14 сентября 1906, Тверская губерния — 2 сентября 1977) — советский учёный в области экономики и организации с.-х. производства, академик ВАСХНИЛ (1970).

## Биография
Родился в с. Кой Кашинского уезда Тверской губернии.
В 1925—1927 — счетовод союза промысловых артелей «Производитель» Тверской губернии, помощник районного агронома Локтевского агроучастка Рубцовского округа Западно-Сибирского края.
Окончил Омский институт зерновых культур (1931). Работал в том же институте, в 1935 г. переименованном в Омский СХИ: аспирант (1931—1934), ассистент (1934—1936), доцент, заведующий кафедрой организации социалистических с.-х. предприятий (1936—1941).
В 1941—1946 служил в РККА. После демобилизации вернулся в Омский СХИ: доцент, заведующий кафедрой организации социалистических с.-х. предприятий, одновременно — декан агрономического и плодоовощного факультетов (1946—1948), заместитель директора (1949—1950), директор (апрель 1950 — февраль 1954).
В 1954—1956 — докторант Ленинградского СХИ. В 1956—1970 — директор Сибирского филиала ВНИИ экономики сельского хозяйства. С 1970 — и. о. директора (1970—1972), заведующий отделом координации (1972—1974), консультант (с 1974) Сибирского НИИ экономики сельского хозяйства.
Доктор сельскохозяйственных наук (1966), профессор (1967), академик ВАСХНИЛ (1970).
Награждён орденами Октябрьской Революции (1976), Трудового Красного Знамени (1966), двумя орденами «Знак Почета» (1956, 1966), медалями.
Скончался 11 сентября 1977 года. Похоронен на Заельцовском кладбище Новосибирска (квартал 67).

Могила Тихомирова на Заельцовском кладбище Новосибирска

## Основные работы
- Потери зерна при уборке комбайном и борьба с ними / Сиб. НИИ зерн. хоз-ва. — М.: Сельхозгиз, 1933. — 146 с.
- Нормирование труда в МТС и колхозах. — М.: Сельхозгиз, 1938. — 285 с.
- Мероприятия по увеличению производства продукции сельского хозяйства Новосибирской области на 100 гектаров сельскохозяйственных угодий / соавт.: С. И. Ваулин и др. — Новосибирск: Кн. изд-во, 1957. — 324 с.
- Экономическая оценка систем земледелия и севооборотов / соавт. В. Г. Баранов. — Новосибирск: Зап.-Сиб. кн. изд-во, 1965. — 64 с.
- Техническое нормирование в сельском хозяйстве: учеб. пособие для экон. фак. с.-х. вузов / соавт.: Ю. Т. Бузилов и др. — М.: Колос, 1969. — 432 с.
- Экономическая эффективность производства сельскохозяйственной продукции в Западной Сибири / соавт.: А. С. Коваленко и др. — Новосибирск: Зап.-Сиб. кн. изд-во, 1971. — 135 с.